# Filippo Maria Bonini
Filippo Maria Bonini (Chiavari, 25 agosto 1612 – Vienna, 1677) è stato un presbitero, scrittore e storico italiano.

## Biografia
Filippo Maria Bonini nacque a Chiavari, in Liguria, figlio di Giovanni Antonio e di sua moglie, Girolama Deocalia,  il 25 agosto del 1612. Ancora giovanissimo si trasferì a Genova dapprima per intraprendere la carriera religiosa presso l'istituto localmente retto dai padri di Sant'Ambrogio ad nemus di Milano. Sebbene l'ordine fosse tacciato all'epoca di eccessivo lassismo, il Bonini trasse grande profitto dall'insegnamento degli ambrosiani e terminò i suoi studi divenendo sacerdote del medesimo ordine con la qualifica di teologo, divenendo in seguito anche predicatore apprezzato e quindi consultore per il Santo Uffizio per la città di Genova. 
Con la soppressione definitiva dell'ordine dei padri di Sant'Ambrogio nel 1645 ad opera di papa Innocenzo X, il Bonini scelse comunque di proseguire la propria carriera ecclesiastica come sacerdote secolare, avvicinandosi sempre più però alla figura del cardinale Antonio Barberini, camerlengo e cardinale vescovo di Palestrina, il quale lo nominò abate. Ebbe un rapporto particolare anche con re Luigi XIV di Francia che lo nominò suo predicatore ed elemosiniere nel 1667. Il sovrano francese, infatti, aveva avuto modo di ammirare l'opera del Bonini Il Ciro politico che, per argomento , si inseriva nella polemica della ragion di stato, con la pretesa di dare istruzioni per il buon governo ad un moderno principe cristiano. L'opera era giunta tra le mani del re di Francia perché dedicata al cardinale Giulio Mazzarino, primo ministro del sovrano, entourage dove il Bonini era entrato a far parte per interessamento di Giannettino Giustiniani, il quale dal 1644 curava gli affari della Corona francese nel territorio della Repubblica di Genova. 
Grazie a queste preziose amicizie, il Bonini si trasferì in Francia dove, a Poitiers, diede alle stampe almeno tre delle sue opere: L'Anima di Cornelio Giansenio (1654), Dell'Elezione, coronazione e consacrazione di papa Alesandro VII e Musarum pictaviensium (dedicata al cardinale Antonio Barberini). Anche il cardinale Barberini, suo patrono, viveva stabilmente in Francia e quando il 21 novembre 1661 questi divenne titolare della diocesi di Palestrina, scelse Filippo Maria Bonini quale suo vicario che risiedesse stabilmente nella sua nuova diocesi e si occupasse per lui della sua gestione. Il Bonini fece quindi ritorno in Italia, risiedendo a Roma dove, oltre ad occuparsi degli affari della diocesi del Barberini, continuò la sua opera di scrittore dando alle stampe Tevere incatenato (sull'esondazione del Tevere), ma probabilmente già dal 1665 prese residenza stabile a Venezia dove diede alle stampe L'Ateista convinto, dove apparentemente criticava eretici e atei, ma in realtà in aperta polemica con la curia di Roma che potrebbe spiegare quindi il suo allontanamento volontario dagli ambienti romani. Questa stessa opera, infatti, finì nel 1666 nell'Indice dei libri proibiti. Sempre rimanendo a Venezia, il Bonini scrisse la biografia dell'amico Pietro della Valle, noto viaggiatore della sua epoca e nel 1668 diede alle stampe il secondo volume del suo Ciro politico con un clamoroso ritardo, dedicandolo questa volta al cardinale Leopoldo de' Medici.
Nel 1671 il Bonini si trasferì a Vienna ove venne accolto a corte come primo cappellano d'onore e consigliere personale dell'imperatrice Eleonora d'Austria. Prolifico scrittore anche in questo nuovo contesto, a Vienna diede alle stampe L'Eco della fama, L'Auge della gloria, Gli Amplessi della virtù e della sorte, panegirico in lode di Leopoldo I, L'Officio di Maria Vergine (anch'esso compreso nell'Indice nel 1674), Il Ritratto, panegirico dell'Imperatrice Claudia Felice, Il Merito coronato, Il Racconto historico, L'Augusto vindicato e Lo Scandaglio del sacro conclave. Quest'ultima opera venne data alle stampe nel 1677, data di morte presunta dello scrittore.